# ۷۱۲ (خورشیدی)
۷۱۲ هفتصد و دوازدهمین سال هجری خورشیدی است.